# Souesmes
Souesmes é uma comuna francesa na região administrativa do Centro, no departamento Loir-et-Cher. Estende-se por uma área de 103,18 km². Em 2010 a comuna tinha 1 067 habitantes (densidade: 10,3 hab./km²).